# Miyoshi Tatsuji

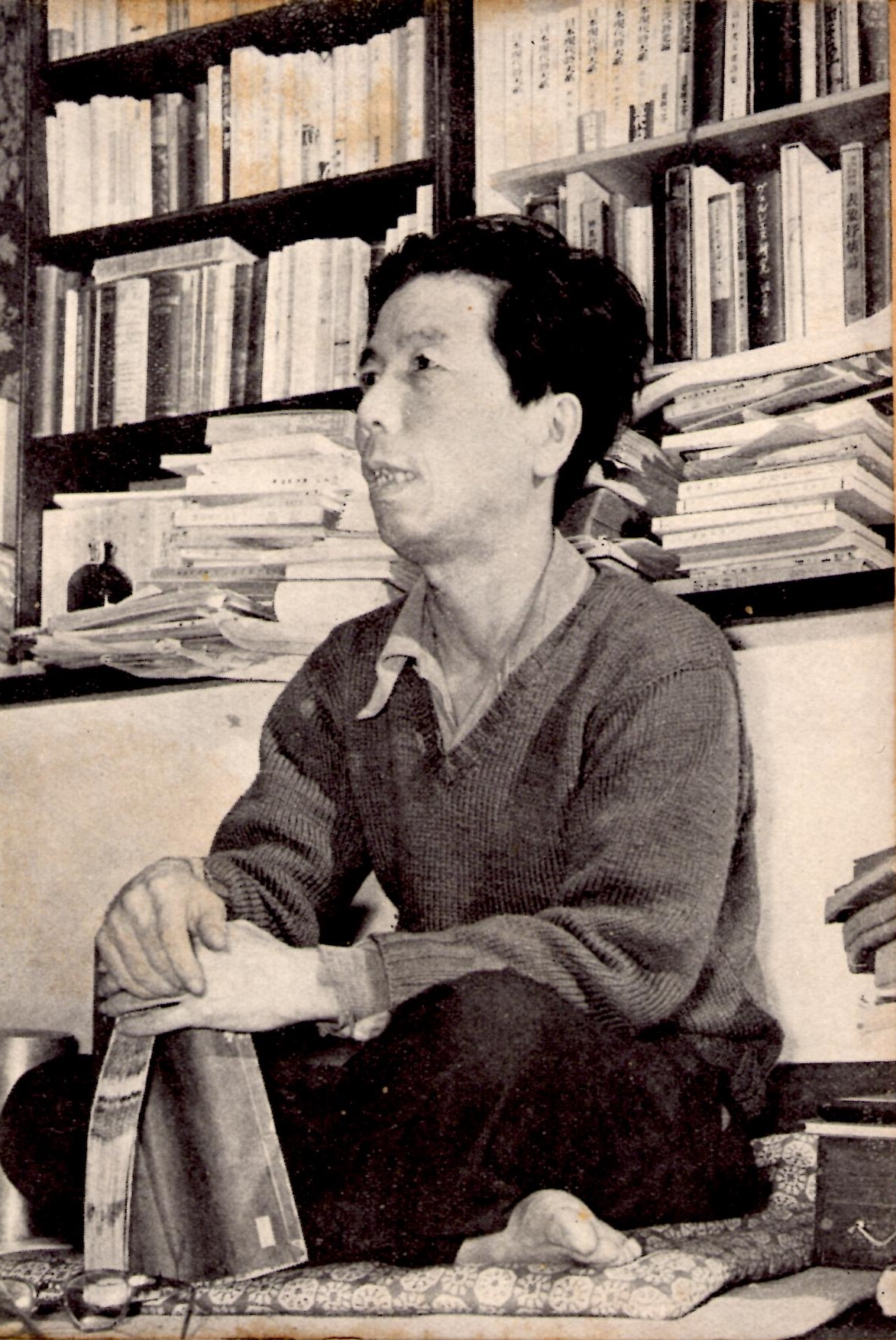
Miyoshi Tatsuji, 1951

Miyoshi Tatsuji (japanisch 三好 達治; geboren 23. August 1900 in Osaka; gestorben 5. April 1964) war ein japanischer Lyriker, Übersetzer und Essayist.

## Leben und Wirken
Miyamoto Tatsuji wurde in Osaka als ältester Sohn einer großen Familie geboren, die in bescheidenen Verhältnissen lebte. Von 1915 bis 1921 verfolgte er eine militärische Laufbahn, zunächst an der Ōsaka Kadettenschule der Armee, dann während einer kurzen Stationierung in Korea. Danach schrieb er sich an der Dritten Oberschule alter Art und studierte Literatur. Schon ab 1914 verfolgte er die literarischen Strömungen, war von den Schriften Turgenjews und Nietzsches beeindruckt und begann unter dem Einfluss des Lyrikers Maruyama Kaoru erste Haiku zu schreiben.
1930 publizierte Miyoshi seinen ersten größeren Band, freier Verse unter dem Titel „Vermessungsschiff“ (測量船; Sokuryōsen). Danach schrieb er weiter stetig und variationsreich.
Er ging nach Tokio, wo er an der Universität Tōkyō von 1925 bis 1929 französische Literatur studierte und Übersetzungen von Charles Baudelaire und anderen Schriftstellern anfertigte, die Beachtung fanden. Miyoshi war auch aktiv als Herausgeber und Kritiker. 
In dieser Zeit gab er mit Kajii Motojirō und Nakatani Takao (中谷 孝雄; 1901–1995) die Zeitschrift Aozora (青空) heraus. Hier veröffentlichte er mit Erfolg seine ersten Gedichte, die die Aufmerksamkeit des Literaturkritikers Hagiwara Sakutarō erweckten. Mit diesem gründete er 1928 das literaturkritische Journal Shi to Shiron (詩と詩論), wo er neben eigenen Versen auch Übersetzungen, u. a. der gesamten Sammlung Le Spleen de Paris von Baudelaire (1929), publizierte. Ab 1934 gab er mit Hori Tatsuo und Maruyama Kaoru die zweite Reihe der Zeitschrift Shiki heraus, um die sich Autoren sammelten, die klassische japanische Literatur mit zeitgenössischen europäischen Einflüssen verbanden.
Mit Itō Shinkichi (伊 藤信吉; 1906–2002) brachte er eine alles umfassende Ausgabe der Werke von Hagiwara Sakutarō heraus. Seine Arbeit über Hagiwara, die 1963 erschien, gilt als eine der besten Arbeiten zu diesem Dichter. Mit Yoshikawa Kōjirō (1904–1980) schrieb er eine Bestseller-Kommentar zu den Gedichten der Tang-Zeit. 1952 publizierte er „Auf dem Buckel eines Dromedars sitzend“ (駱駝の瘤にまたがつて, Rakuda no kobu ni matagatte), und im selben Jahr erhielt er den Preis der Akademie der Künste.